# Youssef Aftimus
Youssef Aftimus (en árabe: يوسف أفتيموس‎ Deir el Qamar, 25 de noviembre de 1866-10 de septiembre de 1952) fue un ingeniero civil y arquitecto libanés, especializado en el revival de arquitectura morisca. Fueron ejemplos de sus obras de arquitectura:
- Ayuntamiento de Beirut.
- Torre del reloj Hamidiyyeh de Grand Serail.
- Fuente de Hamidiyyeh.
- Beit Beirut.[1][2] Aftimus también fue académico, periodista, visionario urbanista, patriota, político y filántropo.[3]

## Biografía

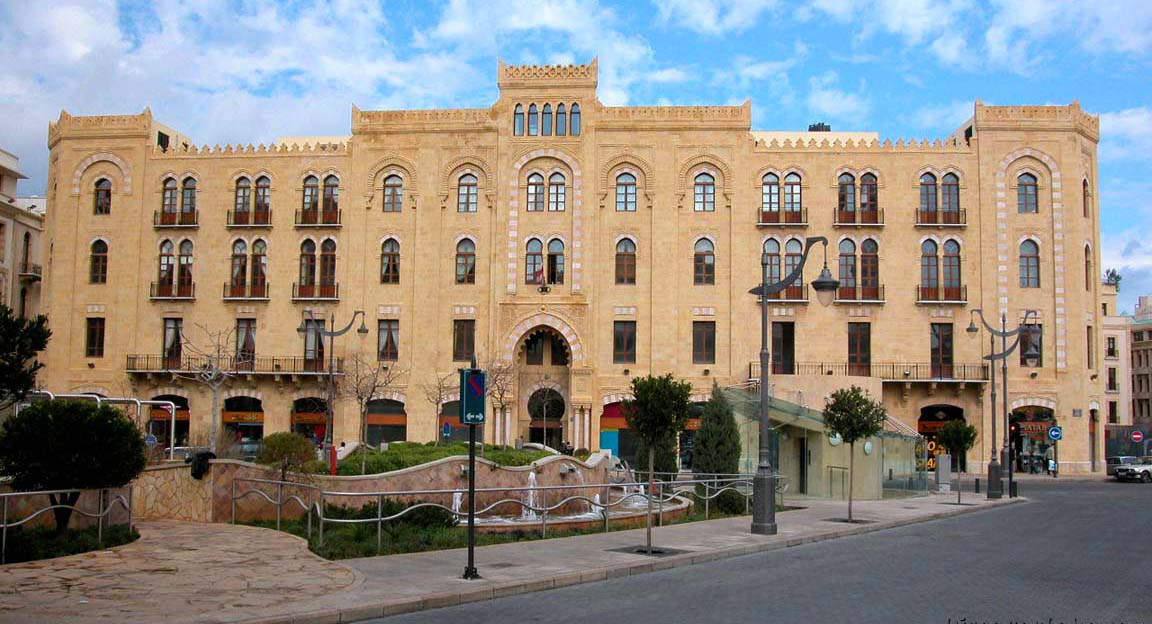
Ayuntamiento de Beirut.

Youssef Aftimus era aborigen de la histórica ciudad de Deir el Qamar, de una familia católica griega. A partir de 1875, Aftimus asistió al Colegio de los Hermanos Maristas en su ciudad natal. En 1879, se trasladó al Colegio Protestante de Siria (más tarde conocido como la Universidad Americana de Beirut) para completar sus estudios, graduándose con el título de Bachelor of Arts. Aftimus enseñó idioma árabe en esa universidad por dos años y fue coautor de un libro de texto de gramática árabe; antes de partir hacia Nueva York donde estudió ingeniería civil en el Union College a partir de 1885; graduándose allí en 1891. A continuación, la empresa Pennsylvania Railroad lo contrató; así, trabajó en el canal de Hudson y en los propios ferrocarriles de Pensilvania, Luego, fue reclutado por lA Thomson-Houston Electric Company y luego por General Electric.
En 1893, Aftimus trabajaba en un equipo, bajo un pionero, en la arquitectura del renacimiento árabe y fue elegido para diseñar los pabellones "Palacio persa", "Aldea turca" y "Calle de El Cairo" para la Exposición Mundial Colombina de Chicago de 1893. La muestra de una "Calle de El Cairo", donde fue una atracción particularmente popular en la feria.
Aftimus continuó trabajando en el pabellón egipcio en la exposición Amberes y al año siguiente viajó a Berlín en un extenso viaje de investigación, sobre ingeniería de construcción antes de regresar a Beirut a fines de 1896. En 1898, fue reclutado por el Municipio de Beirut como ingeniero municipal y dirigió la construcción de la torre del reloj Gran Serail. Durante su trabajo en Beirut, conoció a Manouk Avedisian, más conocido como Bechara [efendi] al-Muhandes, su futuro suegro, pues se casó con su hija, Rose Avedisian el 1 de mayo de 1899.

## Carrera

### Carrera en Líbano
Entre 1898 y 1903, Youssef Aftimus se convirtió en ingeniero del Municipio de Beirut. Diseñó la "Fuente Hamidiyyeh" en 1900, que fue dedicada por el Municipio de Beirut al Sultán Abdelhamid II. La fuente, originalmente en la plaza Riad el-Solh / as-Sour, se trasladó más tarde y aún se encuentra hoy en el Parque Sanayeh. En 1911, Aftimus fundó una oficina de consultoría en asociación con Emile Kacho, quien también era ingeniero.
Aftimus ganó el concurso de diseño para Ayuntamiento de Beirut en 1923, el edificio municipal todavía se encuentra en Weygand y el cruce Foch. Auguste Basha Adib.
Además de sus trabajos de ingeniería, Aftimos publicó un tratado de arquitectura sobre arquitectura árabe titulado  "العرب في فن البناء" ; también fue elegido miembro de la Academia Árabe con sede en Damasco y presidente de la asociación de antiguos alumnos del Colegio Protestante de Siria. Aftimus ayudó a fundar y dirigir una organización benéfica sin fines de lucro con el objetivo de eliminar la tuberculosis.

#### Otros trabajos
- 1920 Damour: viejo puente del río Damour (bombardeado en 1941)[5]
- 1923 Beirut City Hall
- 1924 Nabatiyeh: suministro de agua potable
- 1924 edificio Nicolas Barakat
- 1925 edificios en el Hospiatl Hotel-Dieu de Francia
- 1927 construcción del Aftimus House (Kantari)
- 1929 conferencia sobre Arquitectura Árabe (deceso de su hijo Fouad Aftimus).
- 1929 edificio Issa (Trad Hospital), albergando el consulado de EE. UU.
- 1932 edificio Zouheir (Haïgazian College)
- 1933 Ayuntamiento de Beirut, Sage Hall (BUC).
- Gran teatro en Beirut frente a la calle Maarad.[4][7]

#### Proyectos no realizados
- 1935: proyecto no construido para una catedral católica griega.[4]

### Trabajos en el extranjero
- 1903, Egipto: proyectos de riego en el Alto Egipto, para el gobierno egipcio.
- 1910, Irán: trabaja en el norte del país.[4]

## Impacto

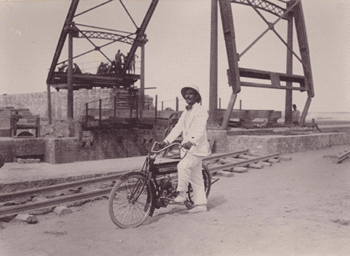
Youssef Aftimus, Alto Egipto, 1903

Al final del siglo XIX vio una cultura otomana. El movimiento renacentista con el objetivo de definir un estilo arquitectónico otomano que se inició con la publicación de Usul-i mimariyi osmani de Iprahim Eldem Pasha (Principios de la arquitectura otomana) en 1873. 
El renacimiento arquitectónico otomano era muy ecléctico y se basaba en muchos estilos, incluyendo el barroco otomano, moderna arquitectura islámica, vernacular Beaux-Arts, neoclasicismo.  La participación de Aftimus, en la Feria mundial de Chicago, fue su ruptura como arquitecto revivalista otomano. Aunque tenía poco conocimiento de la cultura arquitectónica de Estambul, su trabajo de expatriado, para el gobierno otomano, lo familiarizó con tendencias particulares en la capital otomana. Aftimus introdujo ese estilo revivalista otomano desde Estambul y desde Chicago, con la Exposición Mundial Colombina de Chicago a Beirut a fines del siglo XIX; su influencia arquitectónica dominaría más tarde las construcciones públicas de Beirut en las últimas dos décadas de dominio otomano sobre el Líbano.

## Controversia de laCasa amarilla
La mansión Barakat, también conocida como la "Casa amarilla", fue diseñada por Aftimus y fue condenada a demolición por la destrucción en 1997, dañada durante la guerra civil libanesa. La mansión está ubicada en el área de Sodeco de Ashrafieh, cruzando la línea de demarcación de la guerra civil. Fue salvado por activistas libaneses (en particular la arquitecta Mona Hallak) que publicaba artículos sobre la mansión, en la prensa casi a diario, escribiendo peticiones y organizaba mítines frente al edificio. En 2000, el Atelier de Recherche ALBA produjo una instalación a gran escala basada en narrativas de este edificio y su vecindario.
Las protestas finalmente llevaron a la suspensión de la decisión de demoler el edificio Barakat, en 2003, y el municipio de Beirut decidió adquirirlo para instalar un museo de memoria con objetos que rastrearan la historia de la ciudad de 7 milenios. El municipio cuenta con el apoyo de Francia para avanzar en la restauración.